# Lijst van beelden in Heerhugowaard
Dit is een (onvolledige) chronologische lijst van beelden in Heerhugowaard. Onder een beeld wordt hier verstaan elk driedimensionaal kunstwerk in de openbare ruimte van de Noord-Hollandse plaats Heerhugowaard, waarbij beeld wordt gebruikt als verzamelbegrip voor sculpturen, standbeelden, installaties, gedenktekens en overige beeldhouwwerken.
De wijkaanduidingselementen (2007) op de rotondes langs de Oosttangent vallen hier niet onder.
Voor een volledig overzicht van de beschikbare afbeeldingen zie: Beelden in Heerhugowaard op Wikimedia Commons.
| Geplaatst | Omschrijving                         | Kunstenaar                       | Straat                                                               | Materiaal                                         | Afbeelding |
| --------- | ------------------------------------ | -------------------------------- | -------------------------------------------------------------------- | ------------------------------------------------- | ---------- |
| 1951      | O Heer redt ons                      | Henk Etienne                     | Korte Dreef                                                          | brons                                             |            |
| 1966      | Moeder en kind                       | Theo Mulder                      | Raadhuisplein                                                        | natuursteen                                       |            |
| 1980      | Aarde en water                       | Nic Jonk                         | Dolomiet                                                             | brons                                             |            |
| 1980      | titel onbekend                       | Theo Dobbelman                   | Granaat/Smaragd, school "De Aventurijn"                              | steen met keramische tegels                       |            |
| 1982      | Wenkgebaar                           | Frans de Wit (beeldhouwer)       | Middenweg/Reuzenpandasingel                                          | staal                                             |            |
| 1990      | De Wachter                           | Nic Jonk                         | Westerweg (ter hoogte van Galileistraat 55)                          | brons                                             |            |
| 1994      | Poëzieboom                           | Peter Louman                     | Diamant, schoolplein Montessorischool                                | vezelversterkte kunststof (glasvezel & polyester) |            |
| 1995      | Mensenrechtenbeeld                   | Rudi van de Wint                 | Stationsplein                                                        | brons en Cortenstaal                              |            |
| 1995      | Zes bronzen figuratieve beelden      | Joost van den Toorn              | Westfrieslandsingel                                                  |                                                   |            |
| 1997      | Vrij als een vogel - vogelvrij       | Roland de Jong Orlando           | Mahatma Gandihof                                                     |                                                   |            |
| 1999      | Granieten Poort                      | Gerard Höweler en Arthur Höweler | buurtpark Butterhuizen                                               | graniet                                           |            |
| 1999      | Vrouwen uit het verzet               | Elly Baltus                      | Oosttangent/Aletta Jacobstuin                                        | brons                                             |            |
| 2000      | Arcadia of Oostpoort                 | Lucien den Arend                 | R. Prinsen-Geerligstuin                                              | RVS                                               |            |
| 2001      | Katvogel                             | Corneille                        | Stationsplein                                                        | brons                                             |            |
| 2002      | Bloem in de knop of Pulserend hart   | Wiesław Oźmina                   | Zuidtangent / Dirk Camphuysenstraat                                  | brons                                             |            |
| 2003      | Speeltuin NAP                        | Frank Halmans                    | Charlotte Köhlertuin                                                 | gecoat metaal                                     |            |
| 2004      | Muzikale verbinding van drie pleinen | Adriaan Rees                     | Stationsplein en Raadhuisplein                                       |                                                   |            |
| 2004      | Westpoort                            | Hieke Pars                       | Maria Austriaerf                                                     | beton en email                                    |            |
| 2005      | Capella                              | Marcel Smink                     | Gerrit Rietveldweg                                                   |                                                   |            |
| 2007      | Fietsbomen                           | Jurgen Bey                       | Park van Luna                                                        | hout en PU-coating                                |            |
| 2007      | Zwerfmeubilair                       | Jurgen Bey                       | Park van Luna                                                        | beton en plastic                                  |            |
| 2007      | Schoon landschap                     | Jurgen Bey                       | Park van Luna                                                        | plastic                                           |            |
| 2008      | Paus Johannes Paulus II              | Mario Succurro                   | Middenweg bij Dionysiuskerk                                          | brons                                             |            |
| 2011      | La Casa de la Luna                   | Arie Berkulin                    | Westtangent/Zuidtangent (Hoogheemraadschap Hollands Noorderkwartier) | Roestvrij staal                                   |            |
| onbekend  | staalconstructie                     | Evert Strobos                    | Beukenlaan                                                           | Cortenstaal                                       |            |
| onbekend  | onbekend                             | onbekend                         | Bickerstraat                                                         |                                                   |            |
| onbekend  | Pandabeer                            | Klaas van den Berg               | Reuzenpandasingel / Potvis                                           | brons                                             |            |
| onbekend  | Kijken naar                          | Rem de Boer                      | Rustenburgerweg                                                      |                                                   |            |
| onbekend  | Vrouw op een draak                   | Jhony Parigan(?)                 | Stationsplein                                                        |                                                   |            |
| onbekend  | onbekend                             | onbekend                         | De Genestetlaan                                                      |                                                   |            |
| onbekend  | onbekend                             | Nic Jonk (?)                     | Westtangent, Trinitas College                                        | brons                                             |            |
| onbekend  | onbekend                             | onbekend                         | Deimonslaan 3, gevel                                                 |                                                   |            |
| onbekend  | onbekend                             | onbekend                         | Deimonslaan 11, gevel "Clusius College"                              |                                                   |            |
| onbekend  | Koffiepot(?)                         | Klaas Gubbels                    | Westerweg/Kamerlingh Onnesweg (Bravilor Bonamat)                     |                                                   |            |